# 三角編號法
三角編號法（或稱為三角輸入法）是初期的中文輸入法，由胡立人、張源渭、黃克東發明，以四角號碼的編號法則改進而成。美國王安電腦獲得專用權，用在其中文電腦系統。此前用於電腦的中文輸入法，只有特製的大鍵盤、字根鍵盤和電報明碼。

## 編號方法
三角編號法採用99個主符號和201個副符號，編為01至99的代碼，統稱為基本符號。代碼參照四角號碼編排，例如「石」是16，對應四角號碼以1代表橫，6代表方框。每字取三個角的基本符號，編作六位號碼。編號規則分為取角和取形兩個原則。取角原則規定編號的順序，取形原則規定基本符號的選取。

### 取角原則
基本順序為從左到右，由上而下。四角按「Z」形依次為左上、右上、左下和右下。
1. 如果四個角分屬不同基本符號，則取前三角。
2. 如果一字由少於三個基本符號組成，於末尾補上00或00 00，補足六位號碼。
3. 如果有一個基本符號佔去相鄰兩角，則兩角合為一角，編號只取一次。
4. 如果一個或兩個基本符號完全佔去四角，餘下號碼於字中剩餘筆形順序取兩角或一角。
5. 如果有左、上、右三方緊閉而下方開口的基本符號（冂、几、戊），字內剩餘筆形以反序取角。
6. 如果有辶、廴、走的基本符號，佔字的外圍左上、左下、右下三角，則視為只佔左上和左下兩角；但如果基本符號在字的內部，仍然視為佔去三角。

### 取形原則
1. 字中已用的基本符號需移去。
2. 有數個基本符號可用時，取筆畫數較多的基本符號。筆畫數相同的，取代碼較大的基本符號。
3. 為了取筆畫較多的基本符號，可以把豎筆在與其他筆畫的交點處分段。
4. 有鉤、拐的筆畫及「口」等筆形不可分拆。
5. 區別基本符號「十」和「十」：在「口」「罒」「冂」上方為「十」。在「目」等上方為「十」。
6. 如果一字的上部（下部）字形左右對稱，中間有突出的基本符號，上部（下部）的兩角合作一角，以這基本符號編號。
7. 如果字形中數個基本符號重疊、交叉或相套，一角或相鄰兩角應取筆畫中心位於該角的基本符號。

## 同號字
在基本符號總表的同號字，次要字最後兩位數字00改為最前兩位以作區別。其他同號字由用者選擇。

## 字例
| 德 | 彳 | 十 | 心 |
| 德 | 23 | 40 | 93 |

| 避 | 辶 | 辛 |    |
| 避 | 38 | 08 | 96 |

| 咸 | 戊 | 口 | 一 |
| 咸 | 53 | 60 | 10 |

| 毛 | 壬 | 乚 |    |
| 毛 | 14 | 71 | 00 |

| 輿 | 臼 | 八 | 車 |
| 輿 | 85 | 80 | 52 |

| 門 | 門 |    |    |
| 門 | 79 | 00 | 00 |

|    |    |    |  | （區別同號字） |
| 79 | 00 | 79 |  |                |